# Гильом де Вольпьяно
Гильом (Вильгельм) де Вольпьяно (ди Вольпиано) (итал. Guglielmo da Volpiano; 962 — 1 января 1031) — итальянский реформатор бенедиктинских аббатств, архитектор, почитается святым в Католической Церкви.

## Жизнь
Сын графа Роберта де Вольпьяно, родился в фамильной цитадели на острове Сан Джулио (Пьемонт, Италия) во время её штурма Оттоном I Великим. Оттон I забрал ребёнка на воспитание (стал крестным отцом) и дал ему имя Гильом.
В 969 году (в 7 лет) Гильом начал получать образование в бенедиктинском монастыре Сан-Микеле в Лучедио (рядом с Верчелли), где вскоре стал монахом. В 987 году стал монахом в аббатстве Клюни, когда аббатом был Майоль Клюнийский. Будучи одним из активных сторонников клюнийской реформы, Гильом восстанавливает монастырь св. Сатурнина на Роне близ Авиньона.
В 990 году назначен аббатом Сен-Бенинь (Дижон). Гильом успешно руководил аббатством и вскоре был назначен руководить диоцезом, включающим около 40 монастырей (примерно 1200 монахов) в Бургундии, Лотарингии, Нормандии и Северной Италии.
Около 1001 года Гильом основал аббатство Фруттуария в честь святого Бенигна и составил свод монашеских правил («Consuetudines Fructuarienses»), отличавшийся особой строгостью и быстро распространившийся в бенедиктинских обителях.
Был также избран в качестве архитектора в Мон-Сен-Мишель. В частности, он спроектировал в романском стиле знаменитую церковь в аббатстве. Также реконструировал аббатство Сен-Жермен-де-Пре.
Окончил жизнь в монастыре Фекан в Нормандии.

## Сочинения
- «De vero bono et contemplatione divina» («Об истинном благе и божественном созерцании»)[2] — богословское сочинение.
- 7 проповедей.
- 2 письма к папе Иоанну XIX, в одном из которых Гильом выступает с обличением симонии[3].
- Письмо к аббату Одилону[4].

## Почитание
В середине XI века Рауль Глабер написал житие Гильома де Вольпьяно.
Гильом де Вольпьяно был канонизирован в 1950 году. День памяти — 1 января.